# Lompolojärvi (sjö, lat 67,25, long 23,77)
Lompolojärvi är en sjö i Finland. Den ligger i kommunen Kolari i landskapet Lappland, i den norra delen av landet, 800 km norr om huvudstaden Helsingfors. Lompolojärvi ligger 146 meter över havet. Arean är 1,01 kvadratkilometer och strandlinjen är 4,87 kilometer lång. Sjön  ingår i Torne älvs huvudavrinningsområde. 